# Castello di Tantallon
Il castello Tantallon (Tantallon Castle in inglese) è una fortezza costruita nel XIV secolo, situato a cinque chilometri a est di North Berwick, nell'East Lothian in Scozia. Si trova su un promontorio che dà sul Firth of forth, a sud dell'isola di Bass Rock. Ultimo castello circondato da una muraglia a essere stato costruito in Scozia, Tantallon non possiede in realtà che un solo muro di cinta che protegge l'accesso al promontorio, gli altri lati sono naturalmente difesi da scogliere che danno sul mare.

## Storia
Il castello fu costruito verso la metà del XIV secolo da William Douglas, I marchese di Douglas. Fu ereditato dal figlio illegittimo, fatto conte d'Angus, e malgrado numerose vicissitudini lascerà la proprietà senza discendenti durante una grande parte della sua storia. Fu assediato nel 1491 dal re Giacomo IV, poi nel 1528 da Giacomo V, suo successore, che lo distrusse in gran parte. Fu preso, in seguito, dai congiurati nel 1639 durante la prima guerra dei vescovi e fu di nuovo distrutto nel 1651 dopo l'invasione della Scozia di Oliver Cromwell. Fu venduto dai Douglas nel 1699 e cadde a poco a poco in rovina prima di passare sotto la protezione di Historic Scotland. Costituisce un'attrazione turistica importante ed è classificato in categoria A e inserito come Scheduled Ancient Monument. Nel 2009, alcune fotografie furono pubblicate dalla stampa britannica e mostravano un fantasma che appariva da una delle finestre del castello.